# Elena Yoncheva
Elena Nikolova Yoncheva (in bulgaro Елена Николова Йончева?; Sofia, 27 maggio 1964) è una giornalista e politica bulgara, dal 2019 europarlamentare.
Ex corrispondente della televisione nazionale bulgara, Yoncheva ha fatto reportage da molte zone di conflitto. È autrice (spesso come free lance) di più di 25 documentari televisivi su questi conflitti, tra cui l'Ucraina: dopo aver filmato la guerra nel Donbass è stata informata che non le era più permesso entrare nel paese. E mentre faceva un reportage dall'Iraq nel 2003, è sfuggita per un pelo alla tragedia quando è stata salvata da civili armati da un funzionario iracheno. Nel giugno 2013, è stata ferita da una granata di gas lacrimogeno mentre faceva un reportage da Istanbul, in Turchia.

## Biografia
Joncheva è nata il 27 maggio 1964 a Sofia dai genitori Nikola e Larisa Yoncheva; sua madre è russa, mentre suo padre è bulgaro. Dopo aver terminato la scuola, ha studiato giornalismo televisivo all'Università Statale di Mosca. Durante questo periodo, ha anche incontrato il suo futuro compagno e poi primo ministro bulgaro Sergei Stanishev, con il quale ha avuto una relazione dal 1994 al 2009.

### Carriera giornalistica
Dopo la sua formazione universitaria, Joncheva ha lavorato per molti anni come giornalista e reporter televisivo per la televisione nazionale bulgara, riferendo da numerose aree di crisi in tutto il mondo. Ha realizzato più di 25 documentari televisivi. Nel 2008, è diventata una concorrente della serie televisiva Dancing Stars di bTV. Da ottobre 2013 è co-conduttrice del programma TV7 "The Original", insieme a Ivan Garelov. Yoncheva ha realizzato il documentario "The Border", che denuncia il traffico di migranti attraverso la Bulgaria, servizio che sarebbe favorito dalle autorità bulgare.

### Carriera politica
Nel 2017 è passata alla politica e si è unita al Partito socialista bulgaro, che l'ha candidata per le elezioni parlamentari del 2017 nella circoscrizione di Chaskovo. I socialisti bulgari hanno vinto con una valanga di voti (più 11,80%), Yoncheva ha vinto direttamente un mandato. Durante il periodo come membro dell'Assemblea nazionale bulgara, ha fatto parte della commissione per gli affari esteri e della commissione per la cultura e i media. È stata anche membro supplente della delegazione parlamentare presso l'Assemblea parlamentare dell'OSCE.

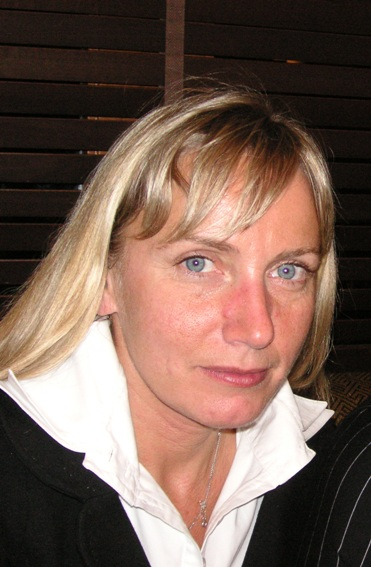
Elena Yoncheva

Nel 2019, il suo partito l'ha nominata come la principale candidata del partito alle elezioni europee. Alle elezioni, il BSP ha ottenuto voti significativi (più 5,5%) e quindi ha vinto cinque dei 17 seggi bulgari; Yoncheva è riuscita ad entrare direttamente e ha rinunciato al suo mandato nel parlamento bulgaro. Ha aderito al gruppo S&D insieme ai suoi colleghi di partito. Per il gruppo parlamentare, Joncheva è membro della commissione per le libertà civili, la giustizia e gli affari interni e della sottocommissione per la sicurezza e la difesa. È anche membro supplente della commissione per gli affari esteri.
Nel 2020, Yoncheva ha espresso preoccupazione per la propria sicurezza dopo che è stata pubblicata una registrazione in cui una voce che si diceva assomigliasse al primo ministro bulgaro Bojko Borissow ha detto che "non gli importa se il suo popolo brucia finché Elena Yoncheva viene bruciata". L'autenticità della registrazione non è stata confermata.
È stata nominata candidata al Parlamento europeo del partito politico DPS alle elezioni del Parlamento europeo del 2024.